# Svenska Bågskytteförbundet
Svenska Bågskytteförbundet är ett specialidrottsförbund för bågskytte. Det bildades 1940 och invaldes i Riksidrottsförbundet 1949. Förbundets kansli ligger i Sörberge.